# Tuklaty
Tuklaty település Csehországban, a Kolíni járásban. Tuklaty Úvaly, Horoušany, Rostoklaty, Břežany II, Tismice és Přišimasy településekkel határos. Lakosainak száma 1084 fő (2024. január 1.).

## Népesség
A település lakosságának változását az alábbi diagram mutatja:
| Lakosok száma | 580  | 681  | 686  | 764  | 699  | 685  | 952  | 1007 | 1076 | 1084 |
|               | 1869 | 1890 | 1921 | 1950 | 1980 | 2001 | 2017 | 2019 | 2022 | 2024 |